# Rendsburger Drehbrücken

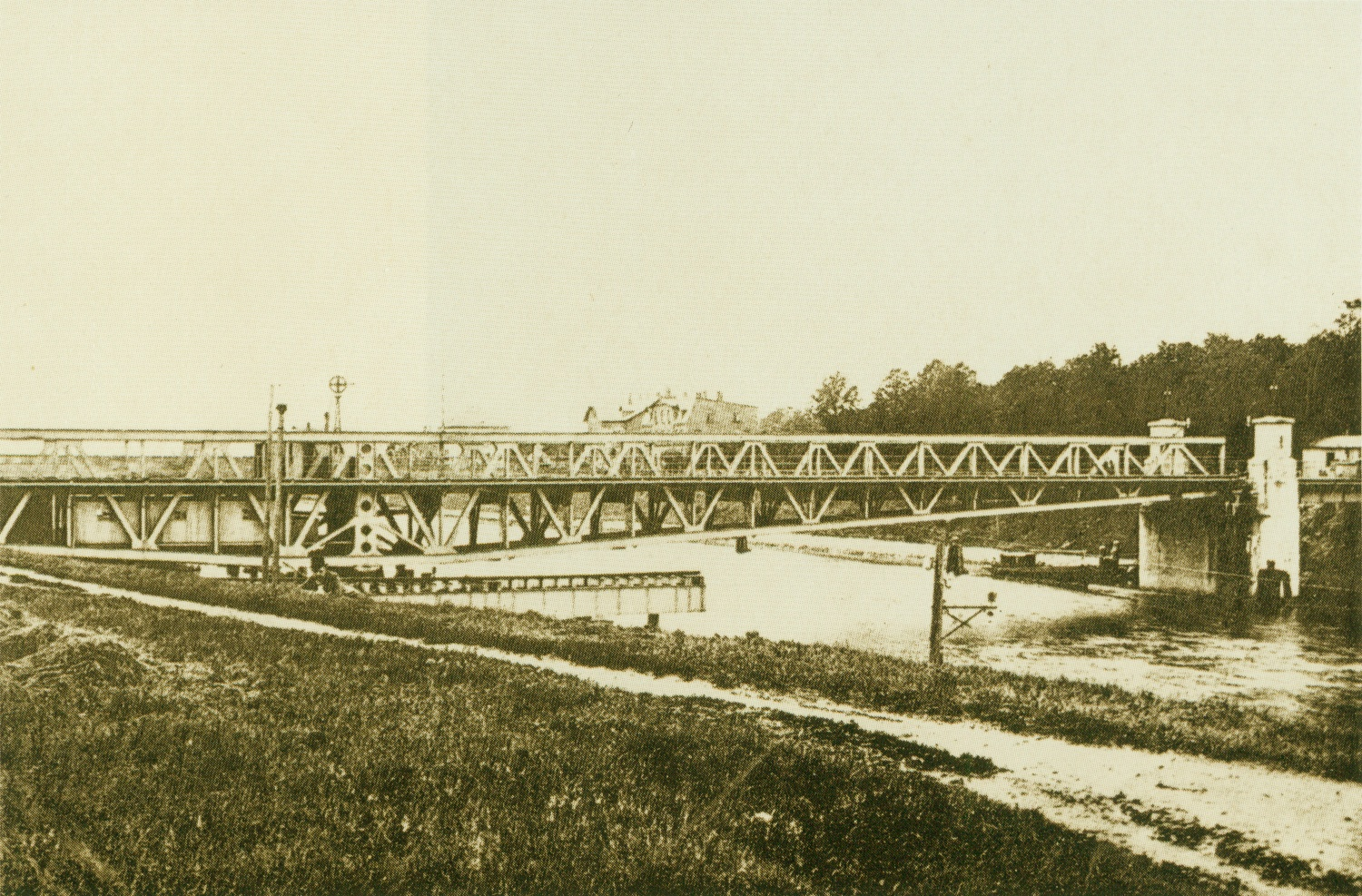
Drehbrücke von 1895

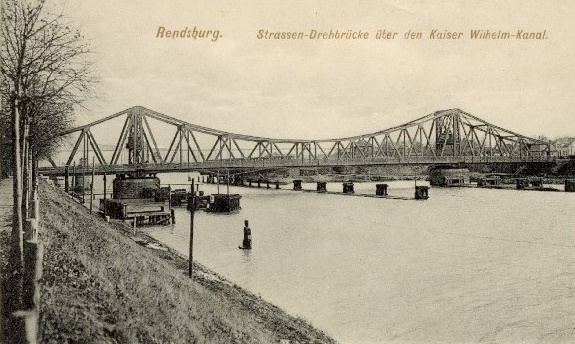
Doppeldrehbrücke von 1912

Die Rendsburger Drehbrücken überbrückten den Kaiser-Wilhelm-Kanal in Rendsburg.

## Baugeschichte
Rendsburgs erste Drehbrücke über den Kaiser-Wilhelm-Kanal wurde 1895 gebaut. Sie war bald zu klein. Im Zuge der Kanalerweiterung wurde sie 1912 durch einen Neubau ersetzt. Konzipiert von Friedrich Voß, leitete sie, wie auch die Vorgängerin, bis 1957 auch die 1901 eröffnete Rendsburger Kreisbahn über den Kanal.
Die steigende Zahl von Schiffsbewegungen führte Ende der 1950er Jahre zu immer längeren Staus vor der Brücke. Am 24. Juli 1961 wurde sie stillgelegt und am 25. Juli 1961 für den Autoverkehr der Kanaltunnel Rendsburg im Zuge der Bundesstraße 77 eröffnet. Für Fußgänger standen nur die Schwebefähre und eine Fähre zur Verfügung. Am 28. Mai 1965 wurde der Fußgängertunnel freigegeben. Bekannt ist er durch die Rolltreppen, damals die längsten in Europa. Die Drehbrücke wurde 1964 demontiert. Das Widerlager und eine Gedenktafel sind in der Nähe des Fußgängertunnels noch zu sehen. Die große Uhr an Scholler’s Hotel auf der Südseite des Kanals zeigte damals die Zeit der Brückenschließung an.
Von 1895 bis 1913 gab es weiter östlich auch eine Drehbrücke für die Bahnstrecke Neumünster–Flensburg, die durch die Rendsburger Hochbrücke ersetzt wurde.